# 赵志红连环杀人案
赵志红连环杀人案，也称“2·25”系列强奸抢劫杀人案，是指1996年4月至2005年7月，在呼和浩特市和乌兰察布市发生的连环盗窃、抢劫、强奸和杀人罪等27起案件，其中有11名女性被杀，主犯为赵志红（1972年9月5日－2019年7月30日）。此案由中华人民共和国公安部、内蒙古自治区公安厅挂牌督办。
此案也因牵扯到死刑冤案呼格吉勒图案而著名。

## 案发
2005年1月2日，察右前旗平地泉镇一大队村民发现农地土坑中有一具女尸，便立即向当地派出所报案。1月7日22时，察右前旗公安局刑警大队大队长王海陆在调查此案中路经玫花公路时，又发现一具女尸。2月25日，集宁区白海镇派出所接到村民报案称，2月24日17时，在一废弃墓穴内发现一具女尸。根据调查，此三案作案手段、特点相似，中华人民共和国公安部对此案进行挂牌督办，并悬赏20万缉拿凶手。在案件整理，发生本案犯罪特征与呼和浩特市在2000年5月20日的一起入室强奸杀人案一致，警方通过拉网调查，于2005年10月23日，擒拿赵志红。
赵志红随后供述，他在十年中，曾经作案杀人、强奸、抢劫27起，既遂案件11起，杀人未遂案件6起，强奸案件10起，作案对象均为女性。

## 审理与判决
2005年10月23日，赵志红因涉嫌“2.25系列强奸、抢劫、杀人案”而被捕。在交代曾经犯罪记录的过程时，他曾先后四次向警方供述1996年在呼市毛纺大院厕所内奸杀一名受害妇女，即呼格吉勒图案的详细经过。由于赵志红对呼格吉勒图案中强奸杀人过程可以准确描述，并事后经过中国公安部专家多种手段的调查，经测谎认定其证言的可信度达98%以上，证实其确实是该起案件真正凶手。因此，呼格吉勒图并非“4·9女尸案”的凶手，而该案也属于冤假错案。2005年12月16日，《内蒙古法制报》报道了“4·9女尸案”的后续和经过，指出真正凶手应为赵志红，而非呼格吉勒图。
然而，2006年11月28日，呼和浩特市中级人民法院对赵志红案进行一审，然而公诉机关对赵志红招认的10起强奸杀人案中的9起提起公诉，唯独漏掉呼和浩特“4·9”女尸案。赵志红并声称自己犯本案，此时在审判长提示下，法警阻止赵志红继续就此事讲更多细节。之后该案继续开庭，赵志红当庭被宣判死刑，等待内蒙古自治区高院二审。
赵志红一举，引起了舆论争议。二审程序因此停止开庭，要求对“呼和浩特“4·9”女尸案”重新复查。二审没有开庭，赵志红也被押回看守所。2006年12月5日，赵志红递出一份写在卫生纸上的“偿命申请书”，再次重申在公厕内强奸杀害一名年轻女子的凶手是他本人而非呼格吉勒图，并希望可以偿命。该份文件被当地媒体报道后引起社会舆论的热议和震动。2007年1月1日起，由中华人民共和国最高人民法院统一行使死刑核准权。同时，因需调查呼格吉勒图案，赵志红死刑执行被延期，被关押在呼和浩特的看守所中。
2014年12月15日，内蒙古高院宣布呼格吉勒图为“无罪”。次日，12月16日上午，呼和浩特市人民检察院经对1996年“4.9”案进行审查，指控赵志红构成故意杀人罪、强奸罪。2015年2月9日9时30分，呼和浩特市中级人民法院对赵志红案进行公开宣判，以故意杀人、强奸、抢劫、盗窃罪并罚，判处死刑，剥夺政治权利终身，并处罚金人民币53000元，同时判决赵志红赔偿附带民事诉讼原告人经济损失共计102768元。
2019年7月30日，经最高人民法院复核，赵志红因在内蒙古自治区呼和浩特市、乌兰察布市等地，连续实施故意杀人、强奸、抢劫、盗窃犯罪共计17起，共杀死6人，强行奸淫幼女2人、妇女10人，被核准执行死刑。对于赵志红自认呼格案真凶，最高人民法院刑五庭负责人表示：证据不足，不予确定。

## 相关
- 呼格吉勒图案
- 1996年严打